# شلکوو
شلکوو (به لهستانی:  Szelków) یک روستا در لهستان است که در گمینا شلکوو واقع شده‌است.